# Paul Flamand
Paul Henri Flamand (Aigre, 25 janvier 1909 - Saint-Chéron, 4 août 1998) est un éditeur français qui a pris, en 1937, avec Jean Bardet, la direction des Éditions du Seuil pour en faire une des principales maisons d'édition françaises .

## Jeunesse et débuts professionnels
Né en Charente, dans une famille de fabricants de bijoux, Paul Flamand se détourne néanmoins très tôt de l'idée de participer à l'entreprise familiale. Bon élève, il voit ses études entravées par une tuberculose qui l'empêche de passer son baccalauréat.
Durant ses longs séjours en sanatorium, il lit beaucoup, découvre la littérature et la philosophie. Il suit des cures à Cambo-les-Bains et Cauterets et c'est au cours de l'une d'elles qu'il fait la connaissance de l'abbé Plaquevent, lui-même aumônier à Pau.
Lorsque sa santé le lui permet, il rejoint à Paris la petite communauté de jeunes catholiques qui gravite autour de Jean Plaquevent. C'est là qu'il rencontre Jeanne et Henri Sjöberg et Jean Bardet. Il s'associera avec ce dernier en 1937 lorsque, avec l'accord de Plaquevent, ils rachètent à Henri Sjöberg la toute jeune maison d'édition que l'abbé avec initiée et baptisée "Editions du Seuil".  Les deux jeunes gens se lancent avec passion dans cette entreprise  vécue comme une action réformatrice de la société dans laquelle ils vivent. 
Leur élan est interrompu par la guerre : Paul Flamand est réformé en raison de sa mauvaise santé, tandis que Jean Bardet est mobilisé et fait prisonnier.

## Le développement des éditions du Seuil
Les éditions du Seuil vont réellement prendre leur essor après la seconde guerre mondiale et vont accompagner les bouleversements intellectuels de l'après guerre.

Siège historique des éditions du Seuil, 27 rue Jacob à Paris. Dessin de Robert Lapoujade, devenu le symbole de la maison d'édition.

Tandis que Jean Bardet va transformer l'entreprise commerciale, Paul Flamand se consacrera au service littéraire. Tous deux prendront leur retraite en 1979. 

## Famille
Paul Flamand épousa Marguerite Olivier en 1937. Ils eurent cinq enfants : Jean-Marie, Elisabeth, Bruno, Véronique et Pascal. 
Décédé en 1998, vingt-deux ans après son épouse., il a été inhumé auprès d'elle dans le cimetière de Saint-Chéron, à proximité de leur maison de campagne.